# Aspidimorpha flaviceps
Aspidimorpha flaviceps là một loài bọ cánh cứng trong họ Chrysomelidae. Loài này được Borowiec miêu tả khoa học năm 1997.